# Zygmunt Chychła
Zygmunt Chychła (Danzica, 5 novembre 1926 – Amburgo, 26 settembre 2009) è stato un pugile polacco.
Ha partecipato a due edizioni dei giochi olimpici (1948 e 1952) conquistando una medaglia a Helsinki 1952.

## Palmarès
Olimpiadi
- 1 medaglia:
  - 1 oro (pesi welter a Helsinki 1952)

Europei dilettanti
- 2 medaglie:
  - 2 ori (pesi welter a Milano 1951, pesi welter a Varsavia 1953)